# Manchappanahosahalli, Bangalore North
Manchappanahosahalli là một làng thuộc tehsil Bangalore North, huyện Bangalore Urban, bang Karnataka, Ấn Độ.